# Althorp

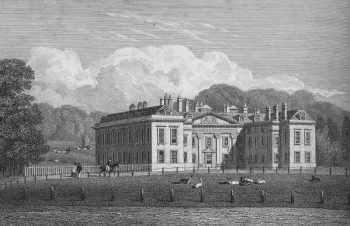
Althorp als anys 1820

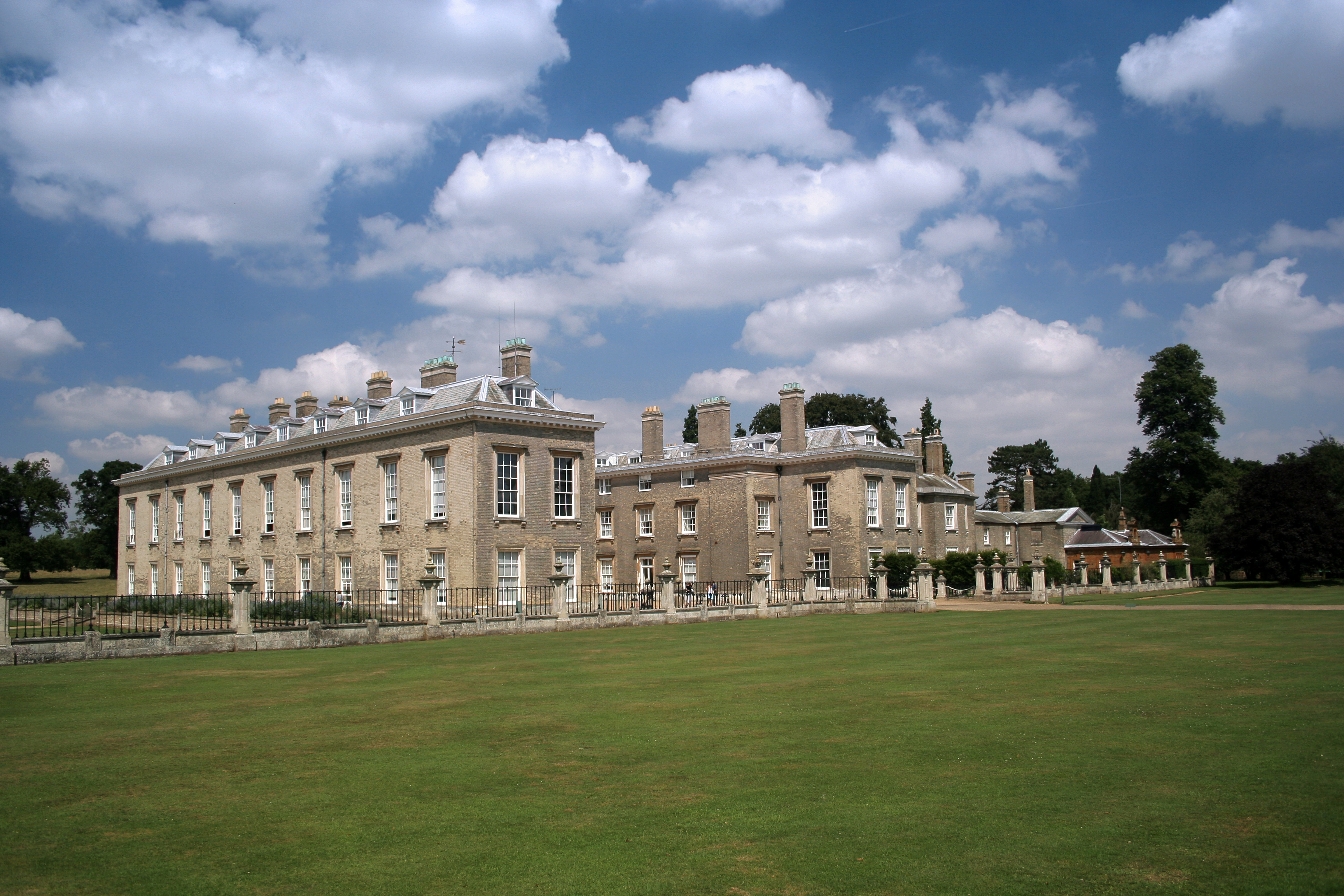
Althorp el 2006.

Althorp és una finca d'uns 60 km² i una casa històrica a Northamptonshire, als Midlands de l'Est, al centre d'Anglaterra. Es troba aproximadament a 8 km al nord-oest de Northampton.

## Història
Althorp ha estat la casa històrica de la família Spencer des del segle XVI i ara propietat de Charles Spencer, 9e comte Spencer i germà de Diana Spencer (" Lady Diana ”). La fortuna familiar prové del seu avantpassat, Sir John Spencer de Wormleighton, Warwickshire, que va comprar Althorp el 1522.
La casa es va construir originalment en maó vermell, a l'estil Tudor, però el seu aspecte va canviar dràsticament durant el segle xviii quan l'arquitecte Henry Holland va ser contractat per a la realització d'obres importants. L'interior de la casa acull una important col·lecció de pintures pintades per Anton van Dyck. Els estables, transformats, acullen actualment una exposició dedicada a la memòria de Diana Spencer. Aquesta última està enterrada en una illa, al centre d'un llac proper a la propietat.
La propietat i la casa van ser obertes al públic el 1953 per Albert Spencer per pagar els impostos.
El setembre de 2009 Lord Spencer va encarregar grans obres de restauració al terrat, maons i teules que cobrien la façana.

## Accés
La propietat i la casa estan obertes al públic durant l'estiu (1 juliol -30 d'agost). Tots els beneficis es donen a l'associació Diana, Princess of Wales Memorial Fund. Entre 1881 i 1960, la finca tenia la seva pròpia estació, Althorp Park, situada a la línia Loop de Northampton.